# Giuseppe Gambarini (1902-1990)
Pour les articles homonymes, voir Giuseppe Gambarini.
Ne doit pas être confondu avec Giuseppe Gambarini (1680-1725).
Giuseppe Gambarini, né le 12 novembre 1902 à Salsomaggiore Terme et mort le 30 mai 1990 à Milan, est un peintre italien  du  XXe siècle.

## Biographie
Giuseppe Gambarini, fils de famille nombreuse (il était le dernier de huit enfants), a fréquenté  l'Académie des beaux-arts de Parme où il a obtenu un diplôme de Figura (illustration) en 1924. 
Par la suite, il a étudié la technique de la fresque à Salsomaggiore Terme auprès de Galileo Chini, a participé à la décoration du Grand Hôtel des Thermes et a réalisé plusieurs fresques dans diverses églises et villas parmesanes.
En 1927, il déménagea à Milan où il travailla d'abord dans la publicité et ensuite dans la scénographie du théâtre lyrique. 
Au cours des années 1930, il se dédia à l'enseignement du dessin et de l'histoire de l'art auprès de l'institut Carlo Tenca et le lycée scientifique Leonardo da Vinci où il se dédia à la création d'une glyptothèque).
Pendant ces années, il participa à la vie artistique milanaise et fit longtemps partie de la Società Artisti e Patriottica.
Pour ses tableaux, il a utilisé les techniques à l'huile et à l'aquarelle ainsi que le charbon et la sanguine pour les portraits et les nus. 
Sa production artistique figurative fit l'objet de nombreuses expositions personnelles et collectives dans toute l'Italie.

## Œuvres
- Burano: Mazzorbo (1970), huile sur carton toilé de 36 × 26 cm,
- Murano: un canale a Mazzorbo (1969), huile sur toile de 40 × 50 cm
- Sui colli di Portofino 1973, huile sur toile de 60 × 50 cm
- Una stradina a Portofino (1942), huile sur toile de 60 × 50 cm
- Autoportrait (1950), huile sur toile de  60 × 50 cm

## Sources